# Бигфут (фильм, 2012)
«Бигфут» (англ. Bigfoot) — американский телевизионный фантастический фильм ужасов с элементами комедии 2012 года режиссёра Брюса Дэвисона, который также исполнил одну из главных ролей. Фильм снят по сценарию Брайана Бринкмана и Мичо Рутейра. Главные роли исполнили Дэнни Бонадьюс, Бэрри Уильямс и Шерилин Фенн, одну из второстепенных ролей сыграл Элис Купер. Фильм совместного производства кинокомпании The Asylum и кабельного телевизионного канала Syfy.
По мнению большинства критиков — один из худших в истории кинематографа фильмов о бигфуте.

## Сюжет
Гигантский бигфут (мифический человекообразный криптид) нападает на охотника и убивает его, затем нападает на пожилую пару и тоже их убивает. Затем он нападает на людей в Дедвуде в Южной Дакоте после того, как проходящий там рок-концерт нарушает его сон. Циничный организатор мероприятия Харли Андерсон (Дэнни Бонадьюс) пытается убить зверя, чтобы спасти свой концерт, который собираются отменить из-за нападений бигфута, и создать вокруг его чучела туристический аттракцион, однако его бывший партнёр по бизнесу Саймон Квинт (Бэрри Уильямс) активно пытается ему помешать: Квинт является защитником окружающей среды и считает, что существо, которое, возможно, осталось последним представителем своего вида, просто защищает свою территорию.
Андерсон и его люди пытаются убить монстра, однако бигфут убивает всех, кто попадается ему на пути. Чтобы выследить существо, Квинт использует дельтаплан, Андерсон же пытается этот дельтаплан сбить из своей винтовки. Преследуемый армейскими вертолётами, монстр убегает в сторону концерта. Большинство друзей-активистов Квинта убиты либо бигфутом, либо Национальной гвардией.
Андерсон и Квинт на горе Рашмор пытаются поймать существо в ловушку. Их замечают шериф Альварес (Шерилин Фенн) и её напарник Хендерсон (Брюс Дэвисон); они пытаются отменить воздушную атаку, но бигфут убивает Хендерсона, бросая в него патрульную машину. Перед смертью Хендерсон успевает сказать Альварес, что она отличный шериф. Когда же бигфут, забравшись на гору Рашмор, приближается к Андерсону и Квинту, армейские самолёты выпускают по нему ракеты — и часть горы обрушивается. Год спустя мэр города, произнося речь на открытии памятника Андерсону и Квинту, называет их выдающимися гражданами, отдавшими свои жизни за спасение жителей от монстра.

## В ролях
| Актёр               | Роль                           |
| ------------------- | ------------------------------ |
| Дэнни Бонадьюс      | Харли Андерсон                 |
| Бэрри Уильямс       | Саймон Квинт                   |
| Брюс Дэвисон        | помощник шерифа Уолт Хендерсон |
| Шерилин Фенн        | шериф Бекки Альварес           |
| Ховард Хессеман     | мэр Томми Гиллис               |
| Андре Ройо          | Эл Хантер                      |
| Элис Купер          | в роли самого себя             |
| Стефани Саррил Парк | Прия                           |
| Синтия Гири         | Суэнн                          |
| Эйприл Рогальски    | ведущая новостей               |
| Гари Каспер         | Бигфут                         |

## Производство
На главные роли в фильм были приглашены звёзды 1970-х годов. Дэнни Бонадьюс прославился ещё в детстве, когда исполнял одну из главных ролей в телевизионном ситкоме «Семья Партриджей». Бэрри Уильямс также получил известность ещё будучи ребёнком, он исполнял одну из главных ролей в телесериале «Семейка Брейди». Режиссёрское кресло занял Брюс Дэвисон, он сам же исполнил одну из главных ролей. Ранее Дэвисон уже работал над проектом о бигфуте, в начале 1990-х годов он исполнял роль отца семейства в телесериале «Гарри и Хендерсоны».
Бигфут, показанный в фильме, является, возможно, самым большим за всю историю кинематографа.

## Релиз
Впервые фильм был показан на телевидении 30 июня 2012 года. 14 августа 2012 года фильм был выпущен на Blu-ray и DVD компаниями Gaiam International и Asylum. Позже Gaiam переиздал фильм 9 июля 2013 года.

## Критика
Практически все критики сошлись во мнении, что фильм является одним из худших и халтурных фильмов о бигфуте из когда-либо снятых. Ян Джейн из DVD Talk дал фильму отрицательную рецензию, написав: «Бигфут не страшен, не интересен и совсем не хорош — в своём роде он слегка забавен как просто плохое кино, и если у вас возникнет неконтролируемая тяга к поиску того, что может лежать на дне бочки в жанре „прямиком на видео“, вы можете получить от него некоторое удовольствие, но да, этот фильм ужасен». Крейг МакГи из HorrorNews.net крайне отрицательно отозвался о фильме, осудив и его диалоги, и сценарий, и чрезмерно проповеднический экологический посыл. Бретт Галлман из Oh, the Horror! написал, что этот фильм «иногда невыносимо плох, особенно по той причине, что сам фильм, очевидно, не осознаёт того, насколько он плох».
Критик из BZFilm обращает внимание на то, что главные роли в фильме играют «одни из самых популярных звёзд семейных ситкомов ABC в конце 60-х и начале 70-х», это Дэнни Бонадьюс и Бэрри Уильямс, а Шерилин Фенн, «несмотря на прибавку в весе, по-прежнему выглядит мило и отлично справляется с ролью». Говоря же о недостатках фильма, критик перечисляет плохую компьютерную графику и нелогичное поведение самого монстра: в одних сценах он хватает людей, откусывает им головы, а тела выбрасывает, а в другой сцене показывают пещеру монстра, в которой полно наполовину съеденных тел людей. Однако, при всех своих недостатках, фильм показался рецензенту совсем не скучным.